# 야가현

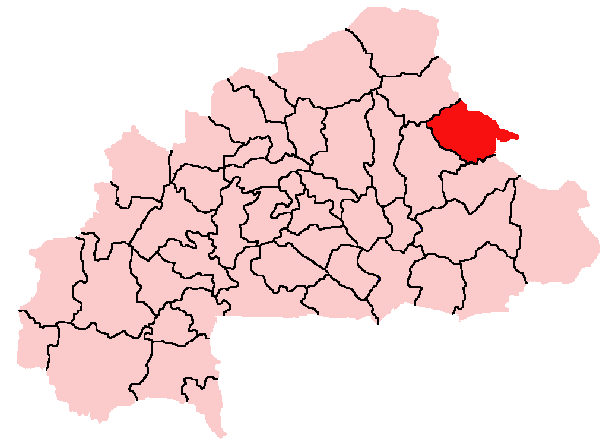
야가현의 위치

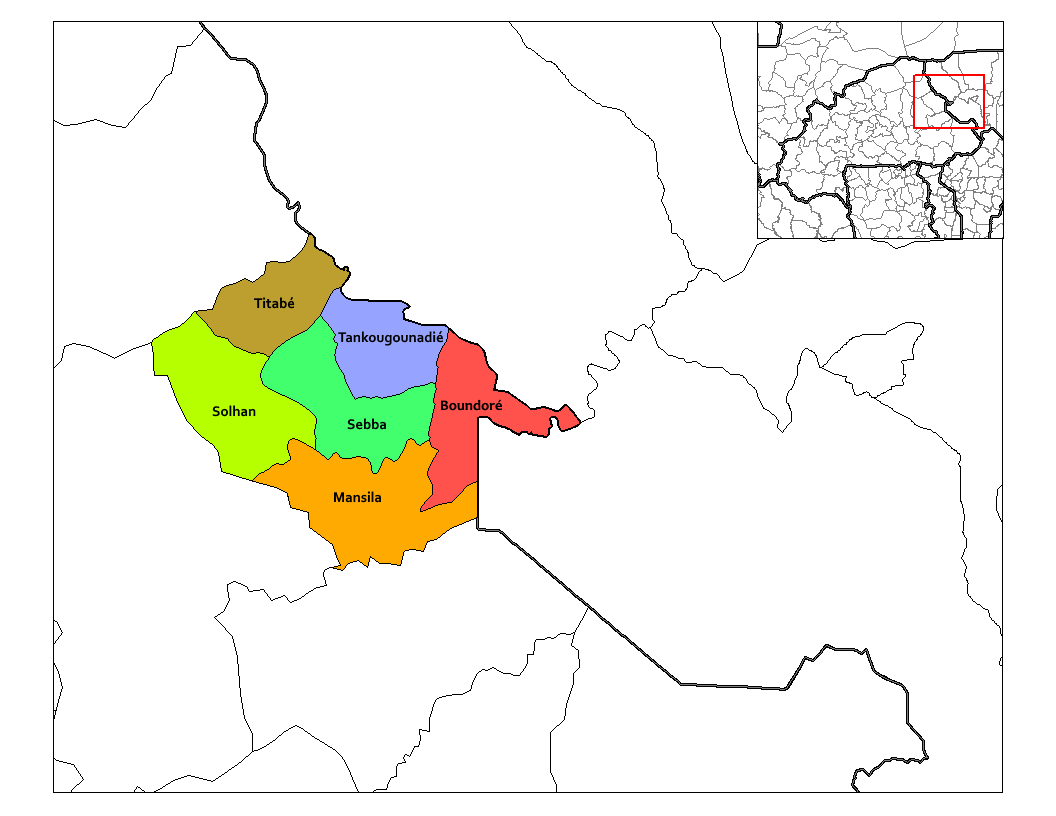
야가현의 행정 구역

야가현(프랑스어: Yagha)은 부르키나파소 사엘주에 위치한 현으로, 현도는 세바이며 면적은 6,468km2, 인구는 159,485명(2006년 기준)이다. 1개 군(세바군)을 관할한다.